# Кас (окръг, Тексас)
Вижте пояснителната страница за други населени места с името Кас.
Окръг Кас (на английски: Cass County) е окръг в щата Тексас, Съединени американски щати. Площта му е 2486 km², а населението - 30 438 души (2000). Административен център е град Линдън.